# Maska iz Varke
Maska iz Varke, poznata i kao Dama iz Uruka, je žensko lice isklesano iz mramora iz oko 3100. pr. Kr., iskopano u Uruku 1939. godine; najstariji vjeran prikaz ljudskog lica koje vjerojatno predstavlja sumersku božicu Inannu (asirska Ištar).
Najvjerojatnije je bila dijelom veće figure od drveta u prirodnoj veličini koja je imala »izložene« dijelove tijela (ruke, noge i glavu) od mramora. Stražnji dio glave je ravan s rupama za postavljanje na zid i koja pretpostavljaju dodatke. Naime, glava je vjerojatno bila naglašena bitumenom i obojenim metalima (najvjerojatnije zlatnim listićima i bakrom), koji su se u uvojcima pružali preko čela. Ova »perika« je bila urešenim zakovicama učvršćena za glavu, dok su izdubljenja u očima i obrvama bila ispunjena intarzijama školjaka i poludragim kamenom lapis lazuli. Rupe u ušima pretpostavljaju kako je ova glava nekad nosila nakit.

## Povijest
Masku iz Varke (Uruka) otkrio je Dr A. Nöldeke tijekom iskapanja Uruka za Njemački arheološki institut 22. veljače 1939. godine. Maska je otkrivena u istočnom dijelu grada, poznatom kao Eanna (ili Ianna) četvrti, koja je ime dobila po božici Inanni kojoj je bio posvećen hram Bila je izložena u Nacionalnom muzeju Iraka u Bagdadu sve do Američke invazije na Irak 2003. kada je muzej poharan i opljačkan. Od 10. do 12. travnja iste godine su ukradene neke od najvrijednijih i najstarijih izložaka, pa i Maska iz Varke. Nakon pokrenute istrage i pomoći doušnika, Masku iz Varke su pronašli pripadnici američke vojne policije prije listopada iste godine.

## Poveznice
- Sumerska umjetnost
- Venera iz Hohle Felsa